# Єгіше Чаренц
Єгіше Чаренц (справжнє прізвище — Согомонян Єгіше Абгарович; 13 (25) березня 1897, Карс, тепер Туреччина — 29 листопада 1937, Єреван) — вірменський радянський поет, прозаїк, перекладач. Жертва сталінських репресій.

## Біографія
Друкуватися почав 1912 року. В 1915 році вступив до Московського університету імені А. Л. Шанявського. В 1918 році вступив до Комуністичної партії, протягом 1918—1919 років перебував у лавах Червоної Армії. В 1919 році повернувся до Єревану, працював там вчителем.
В липні-серпні 1936 року прокотилась хвиля арештів вірменських письменників, і вже у вересні Чаренц був взятий під домашній арешт; його звинувачували в контрреволюції, націоналізмі, троцькізмі та тероризмі. Незабаром письменник був заарештований за звинуваченням у антирадянській діяльності. 27 листопада о 7:00 ранку Єгіше Чаренц помер в єреванській тюремній лікарні. За офіційними даними, причиною смерті стало загальне виснаження організму внаслідок численних захворювань.
Посмертно реабілітований в 1950-х роках.

## Особисте життя
На думку дослідників, Єгіше Чаренц був бісексуалом. Він є автором низки гомоеротичних віршів.

## Творчість
- поема «Дантова легенда» (1916)
- поема «Сома» (1918),
- поема «Шалений натовп» (1919),
- поема «Всепоема» (1920—1921),
- цикл віршів «Жертовний вогонь» (1918—1920)
- збірка «Епічний світанок» (1930)
- збірка творів «Книга шляху» (1934).

Перекладав твори українських (М. Рильського, П. Тичини) і російських письменників.

## Вшанування
- На честь Єгіше Чаренца названо вірменське місто Чаренцаван.
- В Єревані відкрито будинок-музей Чаренца.
- Його зображення є на вірменській банкноті 1000 драм.